# Liebe ist kälter als der Tod
Liebe ist kälter als der Tod ist der erste abendfüllende Spielfilm von Rainer Werner Fassbinder. Die stilistisch am Gangsterfilm orientierte Geschichte wurde im April 1969 in München innerhalb von nur 24 Tagen gedreht. Die Produktionskosten des Schwarzweißfilms betrugen ca. 95.000 DM. Uraufführung war am 26. Juni 1969 auf der Berlinale, Kinostart am 16. Januar 1970; die ARD zeigte den Film am 18. Januar 1971 erstmals im Fernsehen. Hanna Schygulla spielte die weibliche Hauptrolle, ihre erste von vielen weiteren Rollen in Fassbinders Filmen.

## Handlung
Der Münchner Zuhälter Franz will nicht für das Syndikat arbeiten. Er mag den eleganten, attraktiven Bruno, der insgeheim Aufträge für die Gangster erledigt, sehr. Franz ahnt nicht, dass Bruno vom Syndikat auf ihn angesetzt worden ist. Er soll ihn in Verbrechen hineinziehen, die dem Syndikat dann als Handhabe dienen, Franz zum Mitmachen zu bewegen. Eines Tages fährt Bruno nach München, findet Franz jedoch nicht unter der angegebenen Adresse, die er dann auf dem Straßenstrich erfährt, als er nach Franz’ Freundin Joanna fragt, die für ihn arbeitet. Franz versteckt sich vor einem Türken, der ihn beschuldigt, seinen Bruder umgebracht zu haben. Bruno bietet Franz an, das Problem zu lösen. Die drei, Franz, Joanna und Bruno, machen sich auf den Weg. Sie besorgen sich Sonnenbrillen und Waffen; beim Weggehen erschießt Bruno den Waffenhändler. Bruno erschießt in einem Cafe den Türken und dann die Kellnerin sowie außerhalb der Stadt einen Polizisten, der die Papiere verlangt. Franz will sogar Joanna mit Bruno teilen. Als Joanna den Gangster bei seinem ersten Versuch, ihr nahezukommen, auslacht, ohrfeigt Franz sie. Als sie ihn fragt, warum er das getan habe, antwortet Franz nur, dass Bruno sein Freund sei, den sie ausgelacht habe. Als sie ihn fragt „Und ich?“, erwidert er kategorisch: „Du? Du liebst mich doch sowieso!“
Die Polizei verdächtigt Franz, die Morde begangen zu haben, und verhört ihn; nachdem man jedoch keine Beweise hat, muss man ihn wieder gehen lassen.
Joanna, der der skrupellose Killer Bruno unheimlich ist – er tötete auch einen Freier, der unerwartet bei Joanna aufgetaucht war, nachdem Franz den Mann zusammengeschlagen hatte –, verrät der Polizei aus Angst um Franz und auch aus einer gewissen Eifersucht heraus den letzten Coup der beiden, einen Überfall auf eine Bank. Bruno wiederum hat geplant, dass Joanna von einem Killer des Syndikats während der Hektik des Überfalls erschossen werden soll. Als Bruno mit einer Maschinenpistolen-Attrappe auf die Polizisten zielt, eröffnen sie das Feuer, und Bruno wird erschossen. Franz und Joanna entkommen der Polizei mit dem toten Bruno im Wagen, dessen Leiche Joanna während der Fahrt aus dem Auto stößt.

## Hintergrund

### Produktionsnotizen
Fassbinder drehte den Film in Schwarzweiß an Originalschauplätzen. So diente die Münchner Vorstadt für Außenaufnahmen. Die nächtliche Fahrt durch den Straßenstrich der Landsberger Straße wurde von Jean-Marie Straub zur Verfügung gestellt; es handelt sich um eine nicht verwendete Szene aus der Produktion seines mit Fassbinder als Darsteller gedrehten Kurzfilms Der Bräutigam, die Komödiantin und der Zuhälter.
Die Ausstattung der Schauplätze ist extrem karg. Weiße Wände, ein Tisch, ein Stuhl, so gut wie unmöblierte Zimmer und fast schon quälend lange Kameraeinstellungen sind typisch für diesen Gangsterfilm.
Ulli Lommel war zusammen mit Rainer Werner Fassbinder für die Ausstattung des Films verantwortlich. Katrin Schaake wirkte auch am Drehbuch mit und übernahm die Schnitt-Assistenz. Auch andere Schauspieler hatten Mehrfachfunktionen. So wird Peer Raben im Vorspann mit seinem überwiegend genutzten Namen als Musikverantwortlicher genannt sowie als Darsteller mit der Abkürzung seines eigentlichen Namens (Wilhelm Rabenbauer).
Am 19. August 1969 bekam Liebe ist kälter als der Tod zunächst eine FSK-Freigabe ab 18 Jahren (heute: ab 16 Jahren).

### Musik
„Bei Liebe ist kälter als der Tod haben wir über die Musik schon gesprochen, ehe das Drehbuch geschrieben war. Da konnte Fassbinder schon exakt sagen, wie der Film stilistisch werden sollte, und die Musik sollte das unterstützen. Da war es bereits möglich, Ideen für die Musik zu entwerfen. Fassbinder gab dazu Stichworte wie: Die Räume, in denen der Film spielt, sollen sehr kalt wirken, zu hell, überhell. Das Licht soll alles andere überstrahlen, so dass alle Personen, die in den Räumen agieren, verschwinden, weil sie vom Licht, das durch die Fenster kommt, verdrängt werden. Damit konnte ich gleich was anfangen.(...) Hat Fassbinder dann selbst Vorschläge gemacht (...)? Ich habe oft mit Beispielen gearbeitet, damit er sich was vorstellen kann. Er kannte zum Glück sehr viel Musik.“

Die Band Element of Crime veröffentlichte im September 2014 einen Song mit dem Titel „Liebe ist kälter als der Tod“ und erklärt bei den darauf folgenden Auftritten den Bezug zum Film.

### Kamera
„Natürlich haben wir über Filmästhetik sehr viel geredet. Damals war die Nouvelle Vague sehr populär, der sogenannte Film noir, schwarz-weiß und sehr stimmungsvoll. Das haben wir sehr oft versucht nachzumachen, gerade am Anfang, bei Liebe ist kälter als der Tod, Götter der Pest, Der amerikanische Soldat. Teilweise ist das ganz gut gelungen.“

### Mitwirkende
Fassbinder drehte mit Schauspielern, mit denen er seit einem Jahr im 'Action-Theater' bzw. nach dessen Auflösung seit kurzem im antiteater zusammen arbeitete. Während Irm Hermann schon in seinen vorangegangenen Kurzfilmen Der Stadtstreicher und Das kleine Chaos mitwirkte, sind viele Schauspieler erstmals zu sehen, die noch in zahlreichen weiteren Fassbinder-Filmen zu sehen sind, insbesondere Hanna Schygulla, Ingrid Caven, Ulli Lommel, Kurt Raab, Hans Hirschmüller, Katrin Schaake, Hannes Gromball und Rudolf Waldemar Brem. Auch die langjährige Zusammenarbeit mit Peer Raben (Musik) und Dietrich Lohmann (Kamera) beginnt mit diesem Film.

### Titel, Widmung und Referenzen
Bei der Uraufführung in Berlin lautete der Filmtitel zunächst Kälter als der Tod, beim Start der Kinofassung Liebe – kälter als der Tod.
Der Film beginnt mit einer Widmung an die Regisseure Claude Chabrol, Eric Rohmer, Jean-Marie Straub und an „Lino et Cuncho“.
Lino und Cuncho bezieht sich auf die Hauptfiguren des Westerns Töte Amigo (Quién sabe/A Bullet for the General, 1966) von Damiano Damiani, gespielt von Lou Castel und Gian Maria Volonté; richtig geschrieben heißen sie dort „Niño“ und „Chuncho“. „Als ich im Winter zusammen mit Ulli Lommel Töte Amigo gesehen hatte, da entschlossen wir uns, zusammen einen Film zu machen: Kälter als der Tod.“ (Fassbinder im Interview, 1969) Die Begründung von Franz für eine Ohrfeige an Joanna „Weil du Bruno ausgelacht hast, und Bruno ist mein Freund“ ist eine Referenz an Chunchos Satz „Er hat versucht Niño umzubringen, und Niño ist mein Freund“.
Fassbinder gab als Gründe für die Regisseur-Widmungen 1969 an: „Chabrol strebt, wie ich, gesellschaftliche Veränderung an, indem er ganz unten anfängt, indem er Gefühle analysiert. Von Straub habe ich gelernt, wie ein Film stilistisch entwickelt werden kann, von Straub habe ich Theorien übernommen. Rohmers Film Im Zeichen des Löwen hat mich besonders beeindruckt.“
1968 spielte Fassbinder in Jean-Marie Straubs Kurzspielfilm Der Bräutigam, die Komödiantin und der Zuhälter mit, ebenso wie Hanna Schygulla, Irm Hermann, Peer Raben und Rudolf Waldemar Brem. Straub hatte erst drei Filme gedreht, die Fassbinder kennen konnte, den Kurzfilm Machorka-Muff (1962) nach Heinrich Böll, Nicht versöhnt oder Es hilft nur Gewalt wo Gewalt herrscht (1965) nach „Billard um halbzehn“ von Heinrich Böll und Chronik der Anna Magdalena Bach (1968). Als das Syndikat Bruno in Liebe ist kälter als der Tod zu sich ruft, erfährt man, dass er mit Nachnamen Straub heißt.
Das von Fassbinder zitierte Erstlingswerk Rohmers Im Zeichen des Löwen gilt als eines der wichtigsten Werke der französischen Nouvelle Vague. Das tagebuchartig erzählte Drama eines zweimonatigen Clochard-Daseins vermittelt trotz des Happy Ends keinen heiteren Lebensoptimismus, sondern liefert das kühle analytische Protokoll eines sozialen Abstiegs. Von Rohmer konnte Fassbinder bis April 1969 außerdem drei seiner Moralischen Erzählungen kennen: Den Kurzfilm Die Bäckerin von Monceau (1962), Die Karriere von Suzanne (1963) und Die Sammlerin (1967). Die von Bruno in Liebe ist kälter als der Tod getötete Kellnerin trägt den Namen Erika Rohmer.
In Liebe ist kälter als der Tod erwähnt Franz (Fassbinder) beim Brillenklau im Kaufhaus den Hitchcock-Film Psycho (1960): „Ich suche so eine runde Brille, wie sie der Polizist in Psycho aufhatte, ja? Also der, der zum Auto von Janet Leigh gekommen ist.“ „Denn sollte man eines Tages so verrückte Filme wie Hitchcock machen, dann muss man sein Handwerk wirklich beherrschen können. Nach allem, was ich bisher gelernt habe, habe ich vor allem das Bedürfnis nach technischer Perfektion.“ (Fassbinder im Interview, 1973)
Ulli Lommel zufolge schickte Fassbinder ihn kurz vor Beginn der Dreharbeiten erst einmal zum Kauf von Hut, Mantel und Sonnenbrillen, wie sie Alain Delon in Der eiskalte Engel von Jean-Pierre Melville trug. Der Film war am 13. Juni 1968 in die deutschen Kinos gekommen. Fassbinder sprach Lommel gegenüber auch öfters davon, dass er zu Liebe ist kälter als der Tod von Melvilles Film inspiriert worden sei.

### Der NameFranz Walsch
Fassbinder verwendet bei Liebe ist kälter als der Tod für sich als Filmeditor das Pseudonym „Franz Walsch“; auch die von ihm gespielte Figur heißt „Franz“; als das Syndikat ihn festhält, erfährt man kurz seinen Nachnamen: Walsch. Das Pseudonym nutzte er ebenfalls in seinen vorangegangenen beiden Kurzfilmen Der Stadtstreicher 1966 und Das kleine Chaos 1967 („Regie und Drehbuch: Franz Walsch“) sowie für seine Schnitt-Tätigkeit in weiteren Filmen. In seinem übernächsten Film (Götter der Pest, 1969) benennt er die Hauptperson wieder Franz Walsch. Der Vorname stammt von der Figur Franz Biberkopf aus Döblins Roman Berlin Alexanderplatz, und Name Walsch bezieht sich auf den Regisseur Raoul Walsh.

## Fassbinder über den Film
„Es sind Leute, die, um leben zu können, was ihnen lebenswert erscheint, sich halt in Rollen begeben, die eigentlich nicht die ihren sind. Das ist natürlich etwas Trauriges oder auch etwas Schönes.“

„Ohne Liebe gäbe es keine Gewalt. Die Gewalt entsteht durch den Missbrauch von Liebe; Liebe, die ja stets gleich Besitzansprüche stellt, Liebe, die kälter ist als der Tod. Gibt es denn keine, wie man so schön sagt, echten Gefühle? Mein Film ist ein Film gegen Gefühle. Denn ich glaube, dass alle Gefühle missbrauchbar sind und auch tatsächlich missbraucht werden.(...) Jemand wie Bruno, der Aktionen macht, der Politik macht für das Syndikat, scheitert zwangsläufig an den Gefühlen der anderen. Würden Sie diese Hypothese auch verallgemeinern? Ja. Jeder, der Politik so zu machen versucht wie bisher, der wird scheitern. Wenn man Dinge ändern will, genügt es nicht, Bewusstsein zu entwickeln. Man muss zuallererst im persönlichen Bereich die Ausbeutung der Gefühle verhindern.“

„Bei meinem Film soll es nicht so sein, dass da Gefühle, die die Leute schon haben, aufgefressen oder aufgesogen werden, sondern der Film soll neue machen (...). Darum habe ich die Krimiszenen, die Totschlägerszenen so konventionell als möglich gemacht, so dass sie einfach vorbeilaufen. Dadurch soll herauskommen, dass das Kriminelle nicht in Überfällen und Morden liegt, sondern daran, dass Leute so erzogen werden, dass sie solche Beziehungen zueinander haben wie diese Leute, dass sie eben nicht fähig sind, sich ihrer Beziehungen klarzuwerden.“

„Mir geht es darum, dass das Publikum, das diesen Film sieht, die eigenen ganz privaten Gefühle überprüft. Ja, darum geht's mir, um sonst gar nichts erst mal in diesem Film. Das finde ich politischer oder politisch aggressiver und aktiver, als wenn ich die Polizei als die großen Unterdrücker zeige.“

„Was übrig bleibt, wenn man diesen Film gesehen hat, das ist nicht, dass hier jemand sechs Leute ermordet hat, dass es hier ein paar Tote gegeben hat, sondern dass hier arme Leute waren, die nichts mit sich anfangen konnten, die einfach so hingesetzt wurden, wie sie sind, und denen keine Möglichkeit gegeben wurde - so weit wollen wir da gar nicht gehen - die einfach keine haben, die schlichtweg keine Möglichkeit haben.“

„Der Film ist bei der Berlinale gelaufen, die Reaktion – der ist halt unheimlich ausgepfiffen worden und als Dilettantismus und Schund und so beschimpft worden.(...) Es war eine solche Aggression von den Leuten da, die war wirklich unfassbar.(...) Weil er halt so ganz anders ist (...), der ärgert einen.“

## Kritiken
„Thematisch am amerikanischen Genrefilm, stilistisch an Straub orientierter, dennoch äußerst eigenwilliger Erstlingsspielfilm von Fassbinder. Die Bilder sind von klinischer Helle, die Hintergründe demonstrativ kahl, die Einstellungen dauern provozierend lange. Das Münchner Unterweltmilieu gleicht einem artifiziellen Experimentierfeld, in dem die Figuren trostlos isoliert sind. Sehenswert als cineastisches Dokument.“

„Der Regisseur hatte sich vorgenommen, einen melancholischen Film zu machen; ein anderes Mal würde er wahrscheinlich einen lustigen Film machen wollen. Das war es: die Melancholie war gewollt. Und auch die Mittel, Melancholie zu bebildern, waren untauglich: sowohl das Zitieren von Figuren aus anderen Filmen (Lommel Alain Delon aus dem stark überschätzten „Eiskalten Engel“) als auch das Arrangement der Bilder in sich und zueinander: Figuren, die langsam, mit dem Profil zum Zuschauer, ins Bild kommen, eine kahle Wand entlang durchs Bild gehen und wieder aus dem Bild verschwinden, starre Blicke in die Kamera vor den gleichen kahlen Wänden, manierierte Geometrie der Personen — das gibt dem Film einen falschen Niemandsland-Charakter; die Kahlheit der Wände, die Trägheit und Traumwandlerei der Figuren, die von der Kamera beeinflusst schienen, glichen den Arrangements in existenzialistischen Science-Fiction-Filmen.“

„Von den bisher fünf Spielfilmen des Rainer Werner Fassbinder ist sein vor knapp einem Jahr gedrehter Erstling, Liebe – kälter als der Tod, der radikalste und den Usancen der Kinoindustrie gegenüber am unbeugsamsten sich gebährende [sic]. Und zugleich ist er, wie von einer heimlichen Sehnsucht nach ihren Möglichkeiten erfüllt, auf eben diese Kinoindustrie bezogen, ja geradezu fixiert an sie.
Einher kommt er wie ein alles um sich vergessendes, seine Herkunft, seine Bindungen an das Kino negierendes, esoterisches Kunstwerk und ist dennoch unlösbar verhaftet dem Genre des Gangsterfilms, dessen Gesetzmäßigkeiten er schon penibel erfüllt. Scheinbar unbekümmert um die Story reiht er emotionslose, kühle Bilder aneinander, in denen zu Schemen reduzierte Figuren sich langsam, leblos wirkend bewegen, getrieben von rätselhaften, undurchschaubaren Motiven, und hat dennoch vor allem sie, die Story, im Sinn, wenn sie sich auch in einigen wenigen knappen Gesten und Sätzen eher versteckt denn mitteilt, eine Story, die wie Stories sonst auch die Motive klärt und den Figuren Individualität gibt. (...) Doch dadurch, dass einem die Geschichte nicht in den Schoß fällt wie sonst im Kino, dass man ihr auflauern muss, achtend auf jedes Wort, auf jede noch so subtile Bewegung, erhöht sich unter dieser Anstrengung die Sensibilität und mit ihr das Denkvermögen. Und unter dem so geschärften Blick verlieren diese kühlen, esoterischen Bilder ihren Glanz und diese zu Schemen stilisierten Figuren ihre befremdende Künstlichkeit. Das nackte Elend als bestimmender Faktor wird offenbar.(...)
Über Liebe – kälter als der Tod ist bei seiner Aufführung während der letztjährigen Filmfestspiele in Berlin viel Böses oder zumindest Verständnisloses gesagt und geschrieben worden. Und das ist nicht verwunderlich. Denn dieser Film, hergestellt mit einem Budget, das in den Kalkulationen anderer Filme gerade für die Rubrik „Trinkgelder und Sonstiges“ ausreichen würde, macht keinen Hehl aus seinen armseligen Produktionsbedingungen, tritt dennoch in Konkurrenz zu den Überflussfilmen, erhebt Anspruch auf deren Markt, indem er sich einreiht in das gut verkäufliche Genre des Gangsterfilms, ohne auch nur im entferntesten die Normen zu erfüllen, die die Industrie für Filme dieser Art aufgestellt hat und vom Publikum längst als verbindlich akzeptiert sind. Zwar liefert Liebe – kälter als der Tod all die für den Filmtypus charakteristischen Ingredienzien wie Sex, Mord, brutale Schlägereien und den großen Coup, doch nicht so dargeboten, wie es sich „gehört“, auf sensationelle Weise perfekt, aufreizend, emotionierend, stellt sie vielmehr nicht sonderlich groß heraus; einige der Brutalitäten sind gar nicht sichtbar, geschehen außerhalb des Bildes, andere, die zu sehen sind, wirken etwas mickrig, schon gar nicht dramatisch.
(...) Liebe – kälter als der Tod ist, wenn man so will, eher ein handwerkliches Erzeugnis, unbewusst wohl ausgerichtet nach den Normen der Industrie, doch zur Wahrhaftigkeit geradezu gezwungen durch seine elenden Produktionsverhältnisse, die den Verhältnissen entsprechen, unter denen lebend es seinen Protagonisten nicht gelingt, etwas anderes zu sein als „arme Leute“.“

## Auszeichnungen
Laut Daniel Schmid fiel Liebe ist kälter als der Tod auf der Berlinale im Sommer 1969 beim Zerfall der Studentenbewegung zunächst „völlig durch (...), so nach dem Motto: Der völlig falsche Film am völlig falschen Ort, also kurz gesagt, der total daneben war.“
Erst nach der Produktion von zwei weiteren Fassbinder-Filmen im selben Jahr wurde Liebe ist kälter als der Tod bei der Verleihung des Deutschen Filmpreises („Bundesfilmpreis“) auf der Berlinale 1970 in zwei Kategorien mitprämiert:
- Beste weibliche Darstellung: Schauspielensemble des antiteaters
- Beste Kamera: Dietrich Lohmann

Den Preis für die beste Darstellung erhielten die Frauen des antiteater-Ensembles für ihre Gesamtleistung der 1969 gedrehten Fassbinder-Filme: Liebe ist kälter als der Tod, Katzelmacher und Götter der Pest. Der Preis an Dietrich Lohmann für die beste Kameraführung war eine Auszeichnung für vier Filme, die drei Fassbinder-Filme von 1969 und Thomas Schamonis Ein großer graublauer Vogel, der 1970 auf der Berlinale uraufgeführt wurde.

## Adaptierte Titelübernahmen
- 1990: Die Leipziger Musikgruppe Love Is Colder Than Death benannte sich nach diesem Film.
- 2007: In Anlehnung an den Filmtitel nannte René Pollesch ein Theaterstück am Staatstheater Stuttgart Liebe ist kälter als das Kapital.[24]
- 2012–2013: Liebe ist kälter als das Kapital – Eine Ausstellung über den Wert der Gefühle hieß eine Gruppenausstellung von 16 Artisten im Kunsthaus Bregenz in Anlehnung an das Theaterstück von Pollesch sowie den Film von Fassbinder.[25]
- 2014: Ein Lied von Element of Crime.[26]

## DVD
- 22. August 2002: Liebe ist kälter als der Tod. Trailer, Der Stadtstreicher, Du liebst mich sowieso! (Ulli Lommel und Hanna Schygulla über Liebe ist kälter als der Tod), Statement Irm Hermann und andere Extras, e-m-s
- 13. April 2007: Liebe ist kälter als der Tod, Kinowelt Home Entertainment
- Ohne Jahr (ca. 2010): Liebe ist kälter als der Tod. Deutscher Film 2/1969, Zweitausendeins Edition